# Poker online

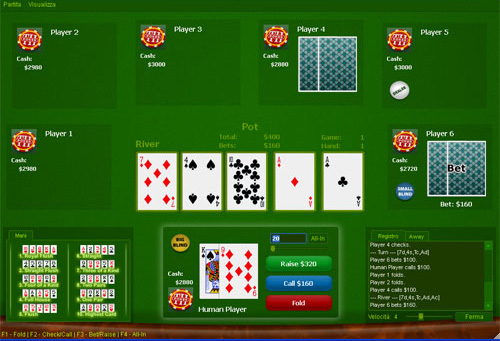
Schermata di un tavolo da Poker online

Il poker online è il poker giocato tramite Internet. Vari studi portano a ritenere che la diffusione della modalità di gioco online sia stata in larga misura la causa dell'enorme aumento del numero di giocatori di Poker in tutto il mondo. Una ricerca effettuata da DrKW and Global Betting and Gaming Consultants ha quantificato il giro d'affari del Poker online nel 2004 in una cifra dell'ordine dei 1.400 milioni di dollari USA, con una stima per il 2008 di 5.900 milioni.

## Quadro generale
Gli ambienti tradizionali per il gioco del Poker sono da sempre le sale da Poker o i Casinò, ospitati in apposite strutture immobiliari, tanto che in inglese essi sono detti “malta e mattoni” (Brick and Mortar, B&M). Essi però possono risultare un po' ostili per i nuovi giocatori, e spesso sono anche dislocati geograficamente in località non comode. I Casinò tradizionali sono inoltre restii a promuovere il gioco del Poker nelle loro sale, poiché risulta loro difficile trarne un buon profitto. Il “rake”, cioè la commissione su ogni vincita, o in altri casi la tariffa oraria imposta a chi gioca ai tavoli, sono di solito piuttosto alte, ma per i Casinò tradizionali il “costo opportunità” relativo alla gestione di una sala da Poker è spesso addirittura superiore ai ricavi, così da rendere la gestione del gioco non redditizia. I Casinò tradizionali infatti di solito guadagnano molto di più eliminando le Poker Room e aggiungendo invece sale per slot machine.
Le sale da gioco online al contrario sono decisamente più economiche poiché hanno costi di gestione molto più contenuti. Ad esempio aggiungere un nuovo tavolo in una sala online non sottrae spazio effettivo come succederebbe invece in un Casinò ospitato all'interno di una struttura immobiliare. Le Poker Room online permettono ai loro iscritti di giocare anche puntate minime, fino a due centesimi o anche un centesimo di dollaro, e spesso offrono tornei a iscrizione gratuita, detti freeroll, che attraggono in modo notevole i nuovi giocatori, i principianti.
Le sale da Poker online possono tuttavia essere vulnerabili di fronte ad alcuni tipi di frode, specialmente la collusione fra giocatori. Tuttavia i gestori hanno sviluppato una buona capacità di individuazione delle situazioni di collusione, il che non è solitamente possibile all'interno dei Casinò tradizionali. Infatti le sale da Poker online possono sottoporre al loro personale di controllo la storia completa delle mani giocate sul sito in un certo periodo da un determinato giocatore, e questo rende possibile l'individuazione di modelli di comportamento tali da configurare collusione. Al contrario, in un normale tavolo da Poker i giocatori possono tranquillamente lasciare una mano senza che nessuno venga mai a sapere che carte avevano. Le sale da Poker online controllano anche l'indirizzo IP di ciascun giocatore in modo da evitare che giocatori che sono fisicamente nello stesso ambiente si colleghino con più di un soprannome allo stesso tavolo, e da evitare altresì che essi si colleghino attraverso alcuni server proxy ben noti, che consentono di nascondere questo tipo di comportamenti.
Il Poker online gratuito è stato praticato a partire dall'inizio degli anni '90 nella forma IRC Poker. Planet Poker fu la prima sala da giochi online a offrire giochi con denaro reale. La prima partita di Poker con soldi veri fu giocata il 1º gennaio 1998, e lo scrittore Mike Caro divenne il volto di Planet Poker nell'ottobre del 1999.
Le maggiori sale da Poker online offrono varie possibilità all'interno del loro sito, così da attirare nuovi giocatori. Una caratteristica comune sono i cosiddetti "tornei satellite" attraverso i quali i vincitori possono guadagnare l'accesso a tornei di Poker giocati di persona, con altri giocatori in carne e ossa seduti al tavolo. Attraverso un torneo di questo tipo su PokerStars il giocatore Chris Moneymaker vinse l'accesso al Main Event delle World Series of Poker. Proseguì il gioco all'interno di questo importante torneo e arrivò a vincerlo, causando un vero e proprio shock all'interno del mondo del Poker. Le World Series of Poker 2004 videro la partecipazione di un numero di giocatori triplo rispetto al 2003, e almeno quattro giocatori al tavolo finale del Main Event avevano vinto il loro accesso attraverso una sala da Poker online. Come Moneymaker, il vincitore del 2004 Greg "Fossilman" Raymer vinse anche lui il diritto di accesso al Main Event attraverso la sala da Poker online PokerStars.
Nell'ottobre 2004 Sportingbet Plc, a quel tempo la più grande società di gioco online quotata ufficialmente presso una borsa valori, annunciò l'acquisizione di ParadisePoker.com, una delle prime e più grandi sale da Poker online del mondo. L'acquisizione, costata 340 milioni di dollari, segnò il primo caso in cui una sala da gioco online diveniva proprietà di una società quotata su un mercato finanziario ufficiale.
Nel giugno 2005 PartyGaming, la società controllante della più grande sala da Poker online di quel tempo, PartyPoker, si quotò ufficialmente alla Borsa di Londra ottenendo una risposta alla sua offerta pubblica di acquisto superiore a 8 miliardi di dollari. In quel momento, il 92% dei ricavi di PartyGaming proveniva da attività legate al Poker.
Il mercato appare attualmente in una fase di consolidamento. All'inizio del 2006 PartyGaming fece un'ulteriore mossa acquisendo EmpirePoker.com dalla società Empire Online. Più avanti in quello stesso anno Bwin, una società di scommesse online con base in Austria, acquistò PokerRoom.com. Altre sale da Poker come PokerStars e Poker.com, che si diceva stessero per richiedere la quotazione ufficiale in Borsa, sembra che abbiano per il momento rimandato l'operazione.
A marzo 2008, risultavano in attività meno di 40 sale o circuiti di Poker indipendenti che abbiano un livello di affluenza di pubblico rilevabile. Ci sono tuttavia più di 600 pagine d'accesso indipendenti che portano ai siti dei vari circuiti attivi nel campo del Poker.

## Fonti di profitto delle Sale da Poker online
I metodi principali mediante i quali le sale da Poker online realizzano i loro profitti sono tipicamente quattro:
- La commissione sulle vincite al tavolo. Essa è detta in inglese “rake”, e viene addebitata automaticamente alla fine di ogni mano giocata sui tavoli a denaro reale (ring games), e viene calcolata sulla base dell'importo del piatto vinto mediante una percentuale prefissata, variabile progressivamente e di solito non superiore ad un valore massimo indicato. Ogni Poker Room stabilisce il proprio livello di commissione e lo pubblica fra le Condizioni d'Uso del proprio servizio.

- La tariffa di ammissione ai tornei di Poker. Essi possono essere del tipo multitavolo, le cui manches eliminatorie vengono organizzate in precedenza sulla base del numero di giocatori iscritti entro una certa data limite, oppure tornei “Sit&Go”, nei quali i giocatori interessati arrivano e si siedono al tavolo fintanto che ci sono posti liberi, e quando l'ultima sedia virtuale viene occupata, il torneo comincia con la prima distribuzione di carte. I tornei non sono soggetti a commissione come i tavoli a denaro reale, ma la sala da Poker incassa una tariffa di iscrizione (buy-in) da ogni giocatore.

- Scommesse e giochi collaterali. Alcune sale da Poker offrono ai loro giocatori anche la possibilità di giocare a BlackJack, o di scommettere sul vincitore di una mano di Poker alla quale non stanno prendendo parte. In entrambi i casi il giocatore scommette, come si dice, “contro la sala da Poker”, nel senso che è quest'ultima a pagare sue eventuali vincite, e non altri giocatori. Sia le probabilità del BlackJack che le quote sulle mani di Poker sono in favore della Poker Room, che può così incassare proventi netti da queste attività collaterali.

- Gli interessi sul denaro depositato dai giocatori. L'importo totale in denaro che i giocatori hanno sui loro conti di gioco è materialmente nelle casse della Poker Room, ed è spesso in media una somma rilevante. Le case da gioco investono questo capitale percependo interessi che costituiscono un'importante fonte di reddito, poiché non viene invece riconosciuto alcun interesse ai giocatori sul denaro depositato.

I primi tre metodi sono gli stessi mediante i quali anche i Casinò tradizionali traggono profitto dalle sale da Poker che organizzano fisicamente.

## Correttezza e onestà
Come accade per altre forme di gioco online, varie voci critiche sollevano dubbi sulla possibilità che i gestori di tali sistemi di gioco – specialmente quelli aventi sede legale in giurisdizioni differenti da quelle della maggior parte dei loro iscritti – possano dar corso a truffe e frodi a danno dei giocatori.
Per prevenire il problema, molte sale da Poker online richiedono la certificazione a organismi di controllo come la Kahnawake Gaming Commission o altre società primarie di revisione, principalmente perché esse verifichino la correttezza del programma di generazione casuale di numeri, che sta alla base di tutti i programmi software di gioco. Anche le transazioni, i versamenti, i pagamenti e i rapporti economici tra utenti e sala da Poker sono solitamente soggetti a controllo continuo, quanto meno per le Poker room più importanti.